# Milan Doubrava
Milan Doubrava (21. listopadu 1946 České Budějovice  – 1. září 2017 Prachatice) byl sochař, který rád maloval, i když za malíře se nepovažoval. Jeho krédem bylo, že socha patří do krajiny, jinak přestane mluvit.

## Životopis
Milan Doubrava pocházel z rodiny, kde rád maloval i jeho otec Václav, vyučený švec, bratr i další příbuzní. Dětství prožil v Hrdějovicích a v roce 1964 absolvoval Střední uměleckoprůmyslovou školu (dříve Střední průmyslová škola keramická) v Bechyni. Po studiu nastoupil do práce v Teplicích, kam dostal umístěnku do továrny na keramické zboží. Po vojně začal pracovat jako aranžér v propagaci v různých podnicích v Českých  Budějovicích, ale byl zaměstnán i jako topič v kotelně.
Se svojí třetí manželkou Annou se v roce 2000 odstěhoval na venkov, do Modlešovic v Pootaví nedaleko Strakonic. Tady si upravil dům podle svých představ a mohl se plně věnovat sochařské tvorbě. Závěr života ale strávil v hospicu v Prachaticích, zemřel v nedožitých 71 letech. Pohřeb pak proběhl v poutním kostele Panny Marie Bolestné v Podsrpu, nedaleko místa, kde prožil nejplodnější dobu svého života.

## Tvorba
Milan Doubrava měl vrozený talent, který se rozvinul v keramické škole v Bechyni. Zpočátku maloval, ale v 70. letech se začal věnovat trojrozměrnému vytváření objektů svých uměleckých představ. Nejprve pracoval se dřevem, jeho počáteční tvorba byla ovlivněna obdivem k Adolfu Hoffmeisterovi. Později používal mnohé další materiály, jako byla hlína, papír, sádra, dráty, kosti, beton a další. Z práce v kotelně si přinesl i znalost popílku, který také využil jako materiál pro tvorbu soch.

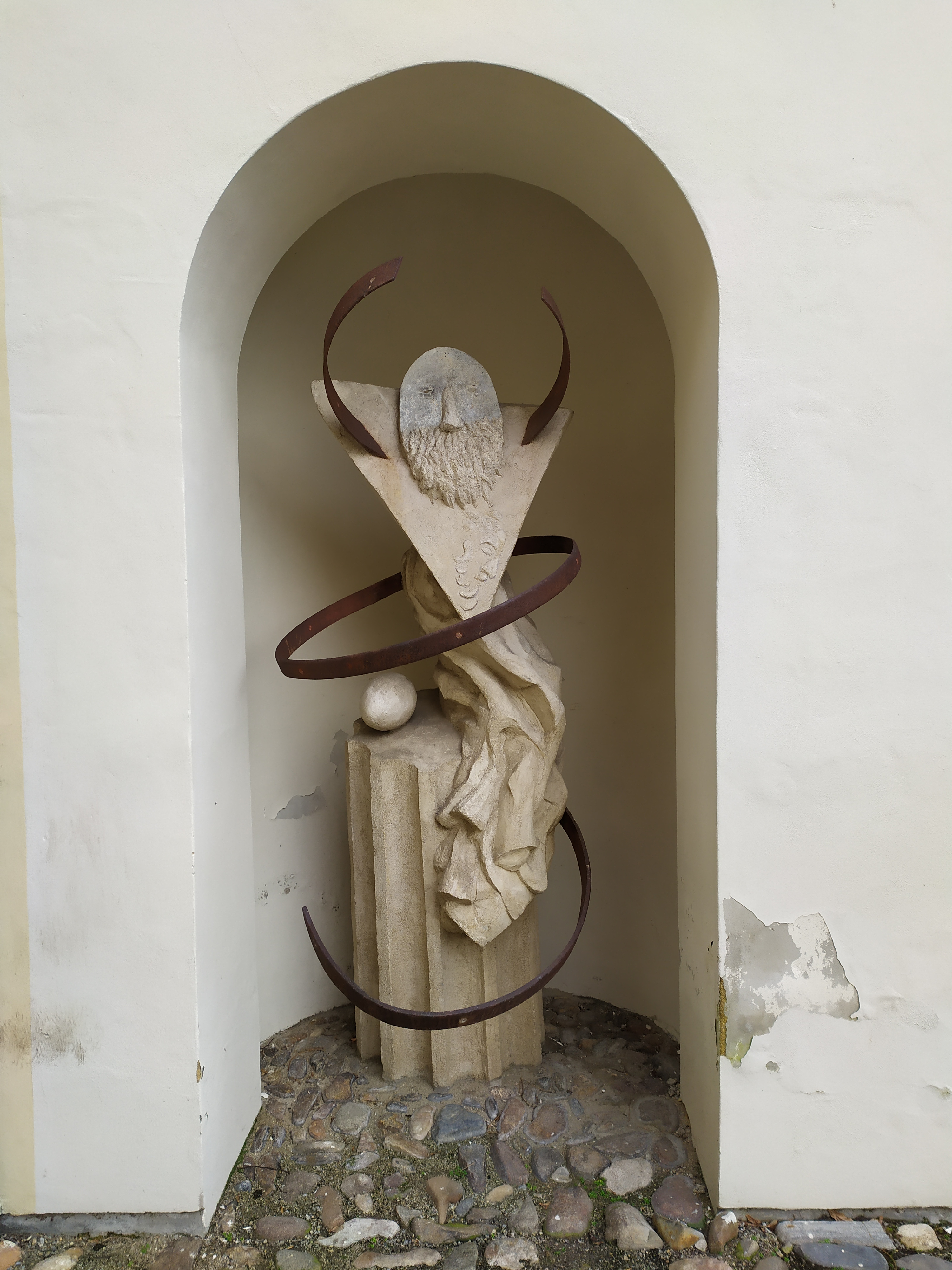
Socha filosofa

Podobně jako další výtvarníci z jeho generace nebyl v době komunismu součástí oficiálního proudu, nestal se ani členem Unie výtvarných umělců. V 80. letech se mu přesto podařilo vystavovat v Českých Budějovicích v kulturních střediscích, v galerii Na dvorku nebo v galerii V loubí, obvykle společně s dalšími výtvarníky. V roce 1988 se zúčastnil celostátní anonymní soutěže na pomník bratří Čapků.  V soutěži nebyla udělena první ani druhá cena, na třetím místě byli shodně tři účastníci – národní umělec, rektor VŠUP, profesor Jan Simota, akademický sochař Jaroslav Vacek a právě Milan Doubrava.  Peníze, které za své umístění v soutěži získal, využil po roce 1989 k cestám do Holandska, Belgie, Francie a dalších zemí. Nejvíc ho ale lákaly severské země, zejména jejich ságy. Navštívil Finsko, Norsko i Švédsko, odkud si přivezl i motivy pro svoji tvorbu. Nejraději vytvářel sochy, které citlivě umisťoval do krajiny. Vytvořil sochy pro různá místa v jižních Čechách.
Po roce 1989 se zúčastnil různých sympozií, vystavoval nejen v Českých Budějovicích, ale i v dalších městech včetně Prahy a v zahraničí, např. ve Švýcarsku nebo v Rakousku. Jeho tvorbu lze nalézt na různých místech v exteriéru ve volné krajině i ve městě. V Českých Budějovicích se stal jedním z hlavních autorů a organizátorů dřevosochařských sympozií ve Stromovce, uspořádaných v letech 1993–1998. Nejznámější díla jsou umístěna na následujících místech:
- Hrdějovice: čtyři kameninové reliéfy na Božích mukách na Figuře,

- Kochánov u Sušice: kameninový reliéf svatého Václava a obětní stůl,

- Modlešovice: Modlitba – betonová socha v poli,

- České Budějovice: Filosof – socha z betonu a kovu ve výklenku v historické části města,

- Slunečná: Šumava Adalberta Stiftera,

- Lipno: Janusovská lampa.